# Theo Laseroms
Theo Laseroms (Roosendaal, 1940. március 8. – Zwolle, 1991. április 25.) válogatott holland labdarúgó, hátvéd, edző.

## Pályafutása

### Klubcsapatban
1957–58-ban az RBC, 1958 és 1963 között a NAC Breda, 1963 és 1967 között a Sparta Rotterdam, 1967-ben az amerikai Pittsburgh Phantoms, 1968 és 1972 között a Feyenoord, 1972 és 1974 között a belga KAA Gent labdarúgója volt. A Spartával egy holland kupa, a Feyenoorddal két bajnoki címet és egy holland kupa-győzelmet ért el. Tagja volt az 1969–70-es idényben BEK-győztes együttesnek.

### A válogatottban
1965 és 1970 között hat alkalommal szerepelt a holland válogatottban és egy gólt szerzett.

### Edzőként
1974–75-ben a belga KVK Ieper csapatánál kezdte edzői pályafutását. 1975 és 1979 között a Fortuna, 1979 és 1981 között a Heracles Almelo vezetőedzője volt. 1982 és 1984 között a bahreini West Riffa csapatánál dolgozott. 1985–86-ban a bahreini válogatott szövetségi kapitánya volt. 1986–87-ben az ománi Al-Nahda, 1987–88-ban a Helmond Sport, 1988–89-ben a PEC Zwolle, 1989–90-ben a török Trabzonspor, 1990–91-ben a Çengelköy vezetőedzője volt.

## Sikerei, díjai
Sparta Rotterdam
- Holland kupa
  - győztes: 1966

 Feyenoord
- Holland bajnokság
  - bajnok (2): 1968–69, 1970–71
- Holland kupa
  - győztes: 1969
- Bajnokcsapatok Európa-kupája
  - győztes: 1969–70
- Interkontinentális kupa
  - győztes: 1970